# Maputo
Maputo (phát âm tiếng Bồ Đào Nha: [mɐˈputu]), tên cũ là Lourenço Marques cho tới trước năm 1976, là thủ đô và thành phố đông dân nhất Mozambique. Nằm tại cực nam Mozambique, Maputo nằm cách biên giới với Eswatini và Nam Phi khoảng 120 km. Thành phố có dân số 1.101.170 (tính tới 2017) và diện tích là 347 kilômét vuông. Vùng đô thị Maputo, bao gồm cả thành phố Matola lân cận, có dân số là 2.717.437. Maputo là một thành phố cảng với nền kinh tế dựa trên thương mại. Thành phố cũng nổi bật nhờ văn hóa sống động và kiến trúc đặc sắc và đa dạng.
Maputo nằm bên bờ một vịnh biển lớn của Ấn Độ Dương, gần nơi bốn con sông Tembe, Mbuluzi, Matola và Infulene hợp lưu. Thành phố bao gồm bảy đơn vị hành chính được gọi là bairros hay khu. Thành phố nằm trong tỉnh tỉnh Maputo, nhưng vẫn có chức năng như một tỉnh riêng biệt kể từ năm 1998. Thành phố Maputo là tỉnh có diện tích nhỏ nhất nhưng lại đông dân nhất ở Mozambique. Maputo là một thành phố đa sắc tộc với sự hiện diện của nhiêu nhóm ngôn ngữ và văn hóa như Bantu, Bồ Đào Nha, và một phần nhỏ Ả Rập, Gujarat, và Trung Quốc.
Khu vực của Maputo ngày nay vào thế kỷ 16 là một làng chài. Ngôi làng này sau đó được đặt tên là Lourenço Marques theo tên nhà hàng hải cùng tên, người đã khám phá ra khu vực này vào năm 1544. Thành phố hiện đại ngày nay có nguồn gốc từ một pháo đài của Bồ Đào Nha được xây dựng vào năm 1781. Thị trấn quanh pháo đài bắt đầu phát triển từ khoảng năm 1850 và tới năm 1877 được nâng cấp lên thành phố. Vào năm 1898, thuộc địa Mozambique của Bồ Đào Nha dời thủ đô về đây. Vào cuối thế kỷ 19 và đầu thế kỷ 20, thành phố cảng Lourenço Marques phát triển nhanh chóng về dân số và kinh tế. Sau cuộc Chiến tranh giành độc lập Mozambique vào năm 1975, thành phố trở thành thủ đô và được đổi tên thành Maputo. Trong Nội chiến Mozambique, nền kinh tế của thành phố bị thiệt hại nặng nề. Khi chiến tranh kết thúc, chính phủ FRELIMO thiết lập một chương trình phục hồi kinh tế Maputo, đồng thời thực hiện các chiến dịch loại trừ tội phạm, người sở hữu đất trái phép, và các cư dân không có giấy tờ.

## Lịch sử

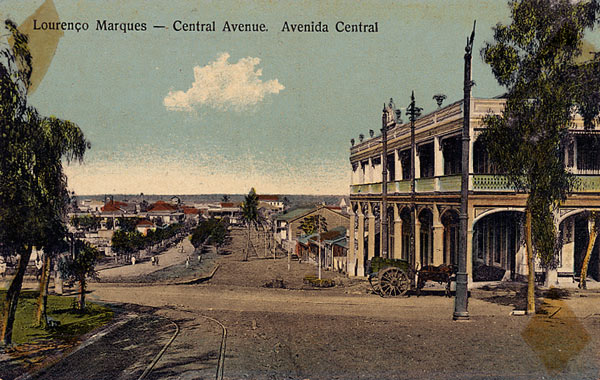
Cảnh quan Lourenço Marques, 1905

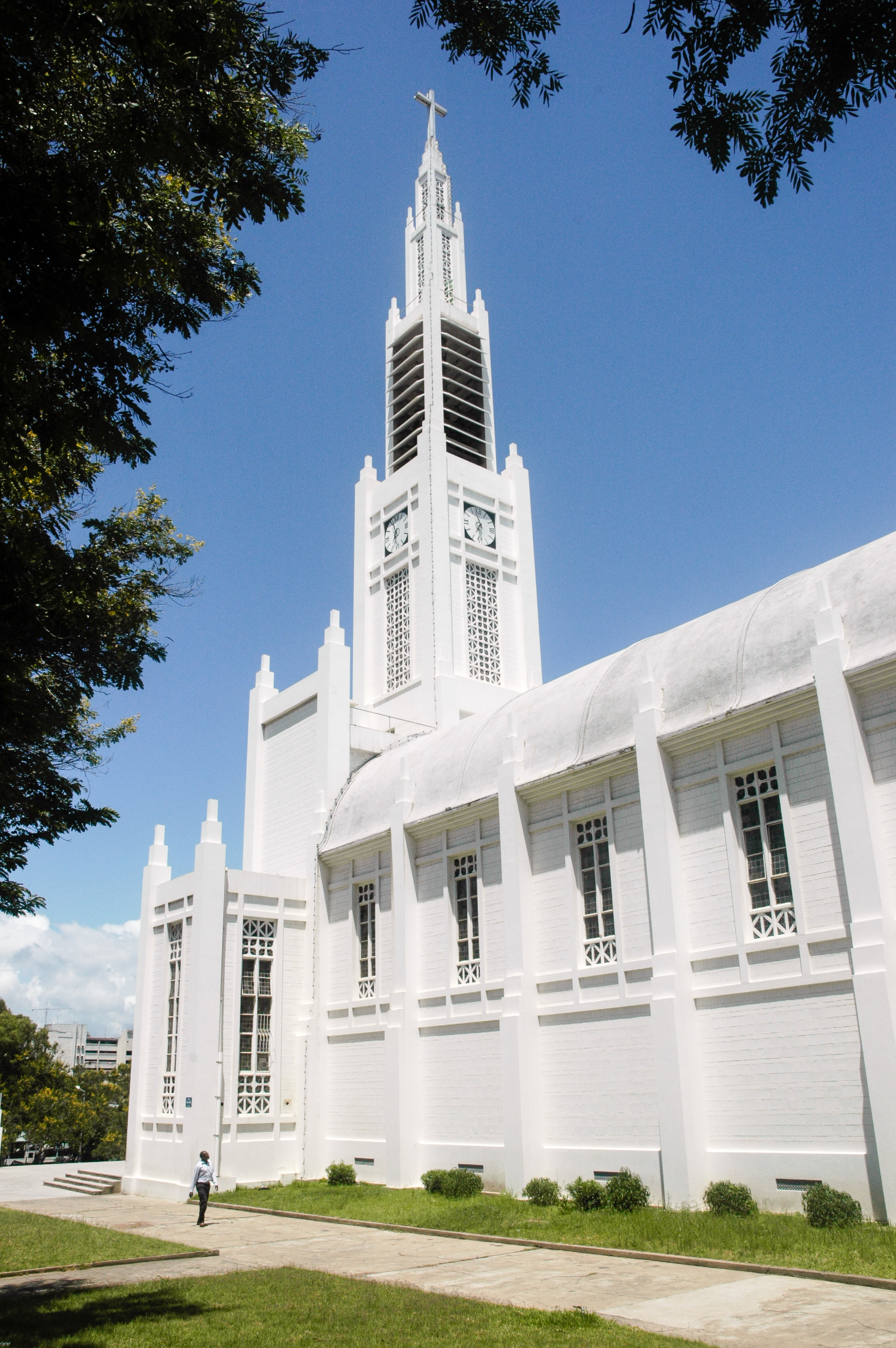
Nhà thờ Maputo

Lourenço Marques được đặt tên theo nhà thám hiểm Bồ Đào Nha, người cùng với António Caldeira được thống đốc Đảo Mozambique cử đi khám phá khu vực xung quanh. Họ phát hiện ra khu vực hạ lưu của các con sông đổ ra vịnh Delagoa, đặc biệt là cửa biển Espírito Santo. Các pháo đài và điểm mậu dịch mà người Bồ Đào Nha thiết lập, bỏ hoang và tái chiếm lại ở bờ bắc của các con sông đều được đặt tên là "Lourenço Marques". Thị trấn tiền thân của thành phố ngày nay bắt đầu từ năm 1850 trong khi khu dân cũ trước đó đã bị người bản địa phá hủy hoàn toàn.
Vào ngày 10 tháng 11 năm 1887, Lourenço Marques chính thức trở thành một thành phố. Cuộc xung đột giữa Bồ Đào Nha và Anh nhằm giành quyền kiểm soát Lourenço Marques kết thúc vào ngày 24 tháng 7 năm 1875 với việc Tổng thống Pháp Patrice de Mac Mahon tuyên bố Lourenço Marques là của Bồ Đào Nha.
Vào năm 1871, thị trấn vẫn còn là một khu nghèo nàn, với những con đường nhỏ hẹp, những ngôi nhà mái bằng, lều tranh, những pháo đài mục nát. Sự nổi lên của Cộng hòa Transvaal khiến Bồ Đào Nha buộc phải phát triển một hải cảng. Vào năm 1876 Chính quyền Bồ Đào Nha cử một nhóm người để nạo vét khu vực bùn đất gần khu dân cư, với mục đích trồng cây bạch đàn, xây nhà thờ và bệnh viện. Vào năm 1898 thành phố thay thế cho Đảo Mozambique trong vai trò thủ đô Mozambique thuộc Bồ Đào Nha. Vào năm 1895, việc khai trương tuyến đường sắt của NZASM tới Pretoria, Nam Phi, giúp dân số của thành phố gia tăng đáng kể. Cơn sốt vàng Witwatersrand vào năm 1886 giúp phát triển kinh tế của thành phố cuối thế kỷ 19 và đầu thế kỷ 20 do Lourenço Marques là cảng gần nhất được sử dụng để xuất khẩu vàng từ Nam Phi.

Đài tưởng niệm Thế chiến thứ nhất

Vào đầu thế kỷ 20, với một cảng biển có đầy đủ thiết bị máy móc, bến bãi, cầu tàu, lán và cần trục, cho phép các tàu thuyền lớn có thể bốc dỡ hàng hóa trực tiếp lên các toa tàu, Lourenço Marques phát triển mạnh dưới sự cai trị của Bồ Đào Nha và trở nên quan trọng hơn. Cảng Maputo đón nhiều tàu chở hàng của Anh, Bồ Đào Nha hay của Đức, hầu hết các mặt hàng nhập khẩu tới từ Southampton, Lisboa, và Hamburg.
Do sự gia tăng dân số và nền kinh tế ngày một mở rộng nên kể từ thập kỷ 1940, chính quyền Bồ Đào Nha cho xây dựng một mạng lưới các trường cấp một và cấp hai, các trường công nghiệp và thương mại cũng như trường đại học đầu tiên trong khu vực — Đại học Lourenço Marques, khai giảng lần đầu năm 1962. Các cộng đồng người Bồ Đào Nha, tín đồ Hồi giáo (trong đó có tín đồ Ismaili), người Ấn Độ (trong đó có người quê ở Ấn Độ thuộc Bồ Đào Nha) và người Hoa (trong đó có người Maca) là những cộng đồng giàu có nhất ở đây nhờ tập trung phát triển mảng công nghiệp và thương mại. Các khu vực thành thị của Mozambique phát triển nhanh trong thời kỳ này do không có luật lệ nào hạn chế người bản địa Mozambique di cư trong nước. Điều này khác hoàn toàn so với chính sách apartheid của nước Nam Phi láng giềng. Trước khi Mozambique giành độc lập năm 1975, hàng ngàn du khách tới từ Nam Phi và Rhodesia (nay là Zimbabwe) tới du lịch tại các bãi biển, khách sạn, nhà hàng, sòng bạc, và nhà thổ ở đây.
Mặt trận Giải phóng Mozambique, hay FRELIMO, được thành lập tại Tanzania vào năm 1962 do Eduardo Mondlane đứng đầu, phát động cuộc đấu tranh giành độc lập từ tay Bồ Đào Nha. Chiến tranh giành độc lập Mozambique kéo dài trong 10 năm và kết thúc vào năm 1974 khi chính quyền Estado Novo bị lật đổ ở Lisboa sau một cuộc đảo chính quân sự của phe cánh tả. Chính phủ mới của Bồ Đào Nha trao trả độc lập cho hầu hết các thuộc địa hải ngoại của Bồ Đào Nha (ngoại trừ Đông Timor và Ma Cao).

### Độc lập
Cộng hòa Nhân dân Mozambique tuyên bố độc lập vào ngày 25 tháng 6 năm 1975 dựa trên nội dung của Hiệp định Lusaka ký vào tháng 9 năm 1974. Một cuộc diễu hành và buổi tiệc chiêu đãi kết thúc lễ mừng độc lập tại thủ đô, nơi người ta dự định đổi tên thành Can Phumo, hay "Xứ Phumo," theo tên của một tù trưởng người Shangaan sống ở khu vực này khi nhà thám hiểm Lourenço Marques tới đây lần đầu năm 1545. Tuy vậy vào tháng 2 năm 1976 tên gọi của thành phố được đổi thành Maputo. Tên gọi này dựa theo tên của sông Maputo. Đây là con sông ngăn cách Mozambique và Nam Phi ở phía nam Mozambique và mang ý nghĩa biểu tưởng trong cuộc đấu tranh vũ trang của FRELIMO chống Bồ Đào Nha, vơi khẩu hiệu Viva Moçambique unido, do Rovuma ao Maputo ("Mozambique muôn năm, thống nhất từ Rovuma cho tới Maputo"; Rovuma là con sông biên giới với Tanzania ở cực bắc đất nước).
Sau độc lập, các bức tượng danh nhân Bồ Đào Nha bị gỡ bỏ và được lưu trữ trong pháo đài. Các binh sĩ da đen thay thế các binh sĩ Bồ Đào Nha (cả da trắng và da đen) trong các trại lính và trên đường phố của Maputo. Hầu hết các con đường mang tên các anh hùng người Bồ Đào Nha hay các ngày tháng quan trọng trong lịch sử Bồ Đào Nha được đổi sang tên tiếng châu Phi, tên các nhân vật cách mạng, hoặc các tên từ thời tiền thuộc địa.
Sau cách mạng Hoa Cẩm chướng ở Lisboa, trên 250.000 người Bồ Đào Nha quyết định rời bỏ Mozambique khiến nền kinh tế và chính quyền không có ai quản lý. Quốc gia non trẻ không có thời gian để phân bổ nguồn tài nguyên và duy trì cơ sở hạ tầng. Thêm vào đó các chính sách kiểu Stalin độc đoán và quan liêu khiến Mozambique rơi vào tình trạng cực kỳ bấp bênh ngay từ đầu, tiền đề khiến nền kinh tế đi xuống. Đảng cầm quyền FRELIMO buộc phải trông cậy vào sự giúp đỡ từ các nước cộng sản như Liên Xô và Cộng hòa Dân chủ Đức. Đầu thập niên 1980 đất nước rơi vào tình trạng vỡ nợ. Đồng tiền mất giá trong khi các cửa hàng thì trống không. Ngay sau khi độc lập, đất nước tiếp tục chìm trong cuộc Nội chiến Mozambique giữa hai phe FRELIMO và RENAMO, kéo dài từ năm 1977 tới 1992. Chiến tranh ảnh hưởng xấu đến hoạt động kinh tế và ổn định chính trị trong thành phố. "Chiến dịch Sản xuất" (Operação Produção) được thực hiện vào năm 1983 bởi đảng FRELIMO nhằm đối phó với tình trạng khủng hoảng. Các cư dân không giấy tờ tùy thân, dân thành thị "ăn bám", cũng như các cá nhân có biểu hiện tội phạm, bị buộc chuyển đến các trang trại và ngôi làng thuộc sở hữu nhà nước ở vùng nông thôn phía bắc Mozambique.
Kể từ khi hiệp định hòa bình kết thúc nội chiến được kí kết năm 1992, cả nước cũng như Maputo dần trở lại ổn định và thu hút nhiều đầu tu nước ngoài.

## Địa lý

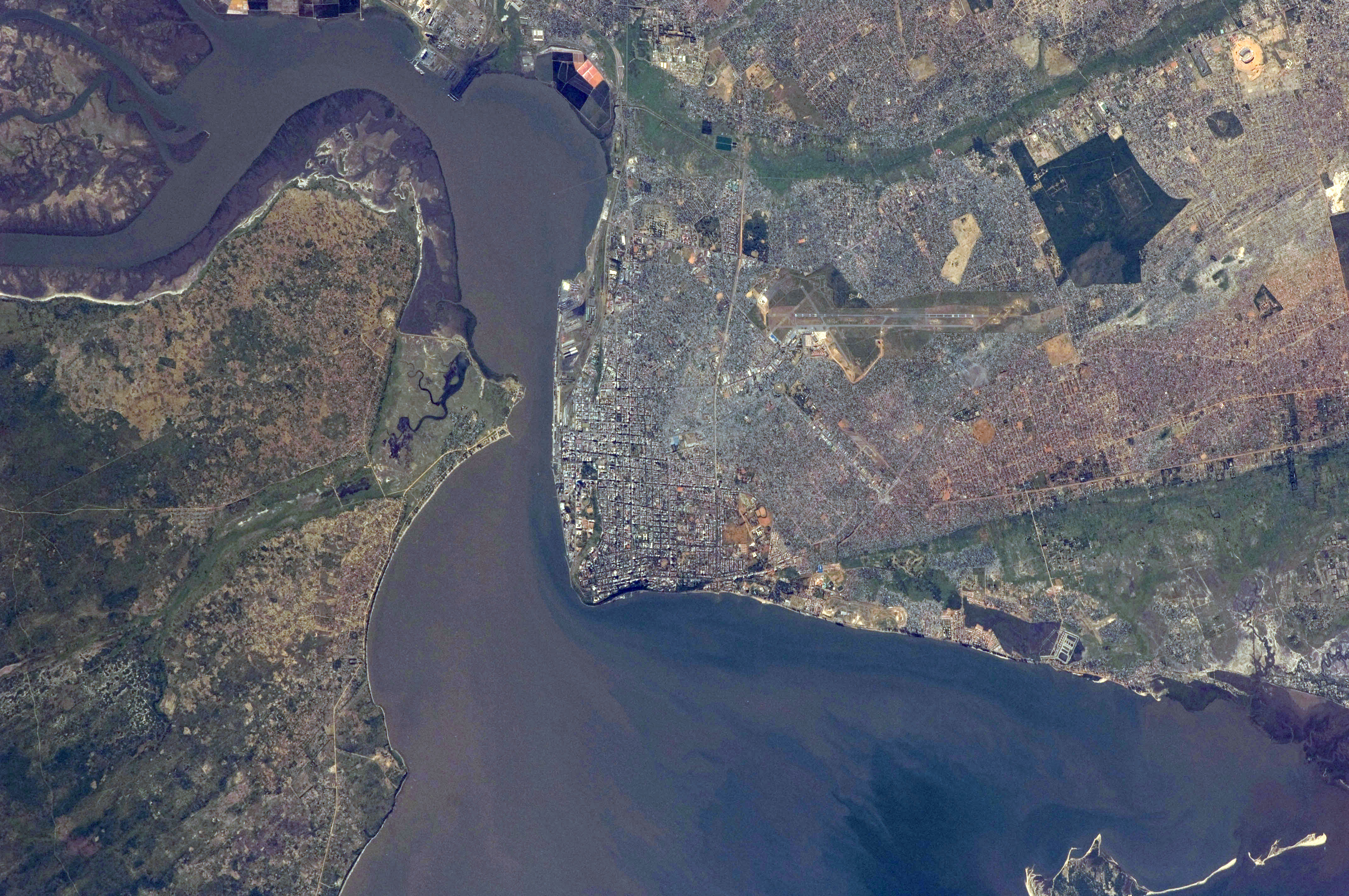
Maputo, nhìn từ Trạm Vũ trụ Quốc tế.

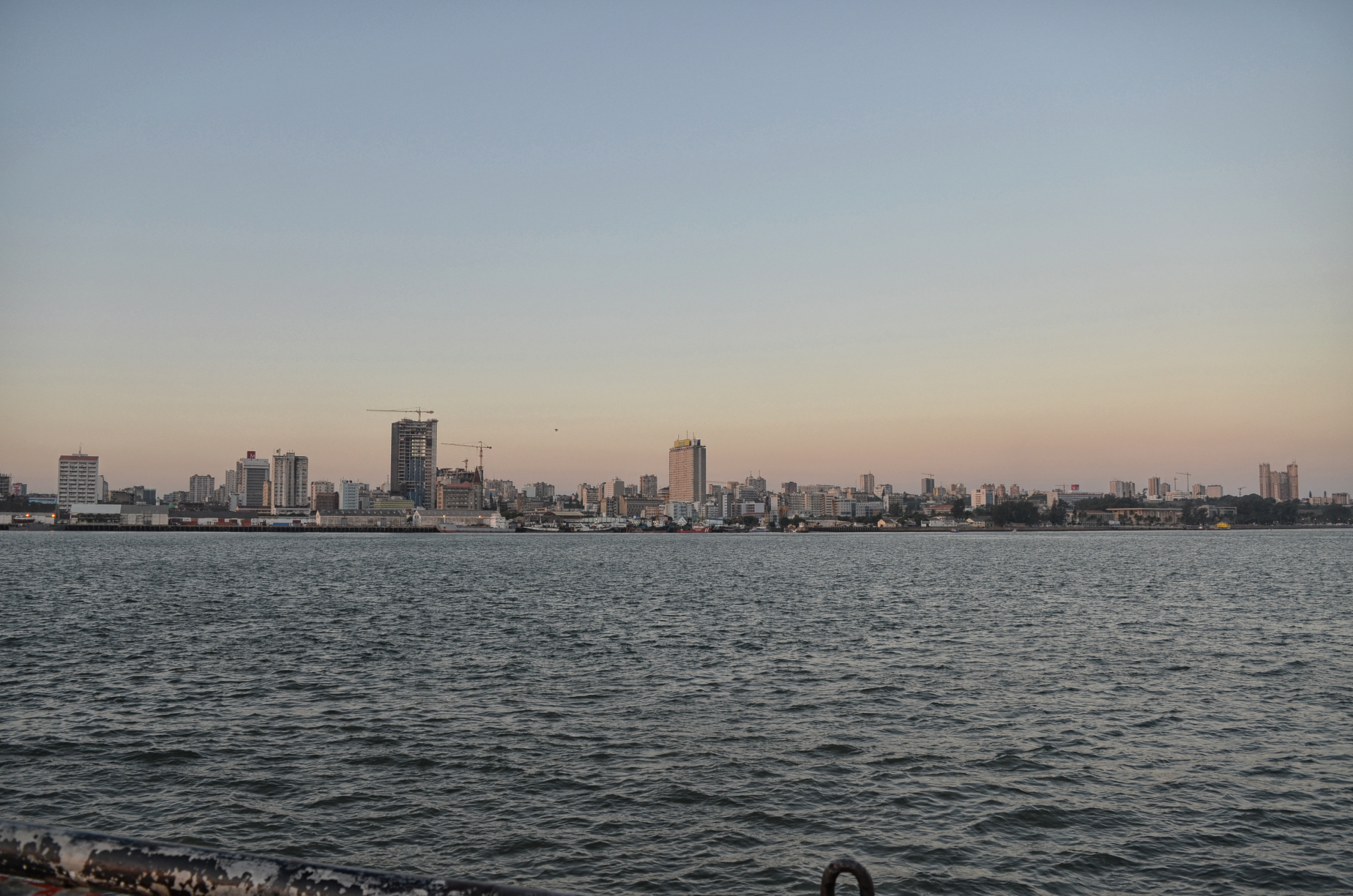
Quang cảnh thành phố

Maputo nằm ở bờ tây vịnh Maputo, gần Estuário do Espírito Santo nơi các con sông Tembe, Umbeluzi, Matola và Infulene đổ ra biển. Vịnh Maputo dài 95 kilômét (59 dặm) và rộng 30 kilômét (19 dặm). Ở cực đông thành phố và vịnh là đảo Inhaca. Tổng diện tích khu vực thành phố Maputo là 346 kilômét vuông (134 dặm vuông Anh) và giáp với thành phố Matola về phía đông và đông bắc, với huyện Marracuene về phía bắc; Boane về phía đông và Matutuíne về phía nam, tất cả các huyện đều thuộc tỉnh Maputo. Thành phố cách biên giới Nam Phi tại Ressano Garcia 120 km (75 dặm) và cách biên giới với Eswatini 80 km (50 dặm) về phía nam.

## Đơn vị hành chính

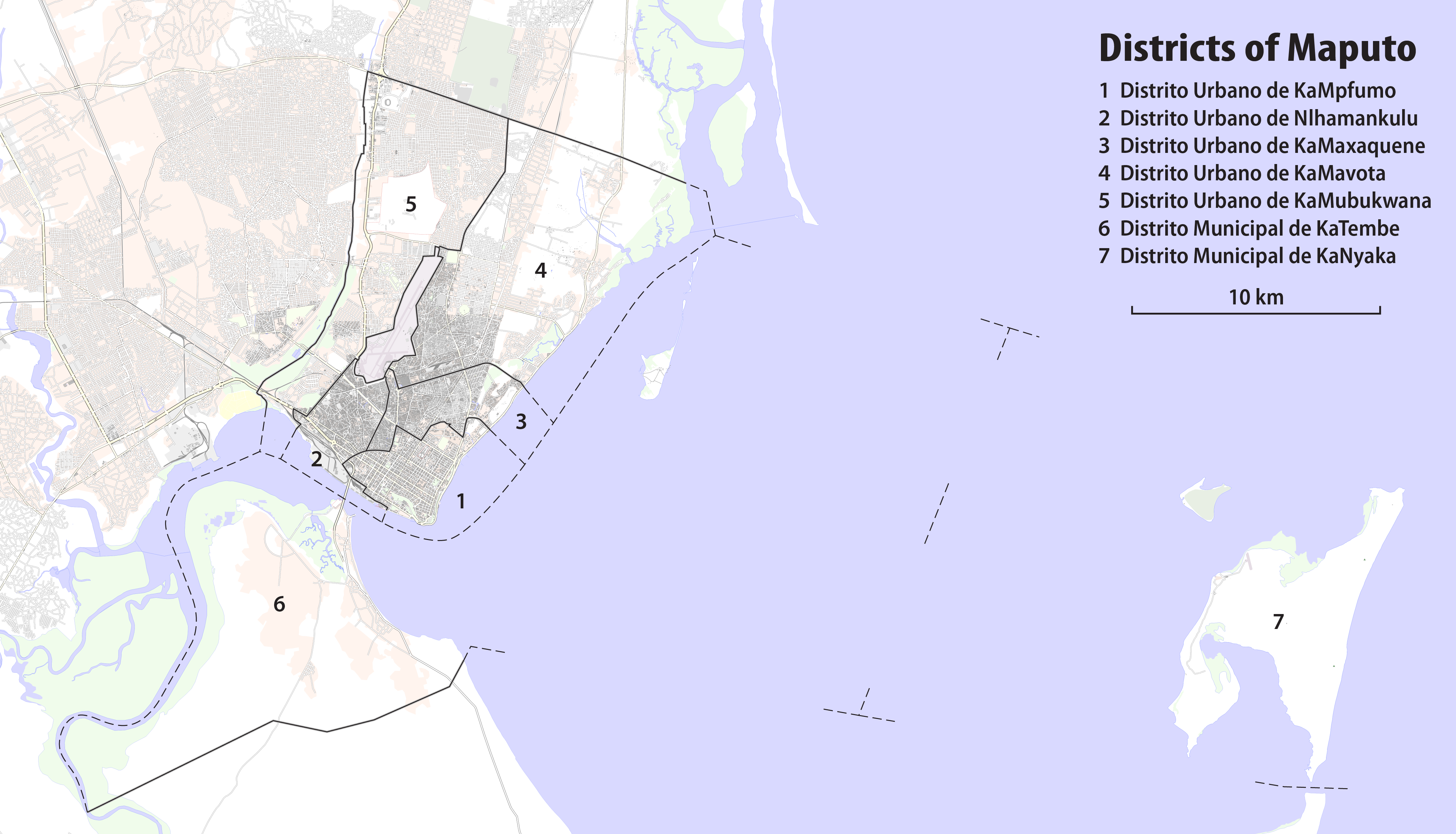
Các quận của Maputo

Thành phố được chia thành bảy đơn vị hành chính. Mỗi đơn vị này gồm nhiều khu vực nhỏ hơn gọi là bairros.
| Đơn vị hành chính | Bairros |
| ----------------- | --- |
| KaMpfumo          | Central A/B/C – Alto Maé A/B – Malhangalene A/B – Polana Cimento A/B – Coop – Sommerschield                                                        |
| Nlhamankulu       | Aeroporto A/B – Xipamanine – Minkadjuíne – Unidade 7 – Chamanculo A/B/C/D – Malanga – Munhuana                                                     |
| KaMaxaquene       | Mafalala – Maxaquene A/B/C/D – Polana Caniço A/B – Urbanização                                                                                     |
| KaMavota          | Mavalane A/B – FPLM – Hulene A/B – Ferroviário – Laulane – 3 de Fevereiro – Mahotas – Albazine – Costa do Sol                                      |
| KaMubukwana       | Bagamoyo – George Dimitrov (Benfica) – Inhagoia A/B – Jardim – Luís Cabral – Magoanine – Malhazine – Nsalene – 25 de Junho A/B (Choupal) – Zimpeto |
| KaTembe           | Gwachene – Chale – Inguice – Ncassene – Xamissava                                                                                                  |
| KaNyaka           | Ingwane – Ribjene – Nhaquene |

## Khí hậu
Maputo có khí hậu xavan nhiệt đới (Aw) và một phần khí hậu bán khô hạn (BSh) theo phân loại khí hậu Köppen. Maputo khá là khô, với lượng mưa trung bình năm là 813,6 milimét (32,0 inch). Mưa nhiều vào mùa hè và gần như không mưa vào mùa đông. Thành phố có nhiệt độ trung bình không quá cao, khoảng 22,8 °C (73,0 °F). Tháng nhiệt độ cao nhất là tháng một với nhiệt độ trung bình 26,8 °C (80,2 °F), trong khi tháng lạnh nhất là tháng bảy với nhiệt độ 18,8 °C (65,8 °F). Do nằm gần Ấn Độ Dương nên Maputo chịu ảnh hưởng lớn bởi bão, lũ lụt và nước biển dâng.
| Dữ liệu khí hậu của Maputo (39 m), Mozambique (1961–1990) | Dữ liệu khí hậu của Maputo (39 m), Mozambique (1961–1990) | Dữ liệu khí hậu của Maputo (39 m), Mozambique (1961–1990) | Dữ liệu khí hậu của Maputo (39 m), Mozambique (1961–1990) | Dữ liệu khí hậu của Maputo (39 m), Mozambique (1961–1990) | Dữ liệu khí hậu của Maputo (39 m), Mozambique (1961–1990) | Dữ liệu khí hậu của Maputo (39 m), Mozambique (1961–1990) | Dữ liệu khí hậu của Maputo (39 m), Mozambique (1961–1990) | Dữ liệu khí hậu của Maputo (39 m), Mozambique (1961–1990) | Dữ liệu khí hậu của Maputo (39 m), Mozambique (1961–1990) | Dữ liệu khí hậu của Maputo (39 m), Mozambique (1961–1990) | Dữ liệu khí hậu của Maputo (39 m), Mozambique (1961–1990) | Dữ liệu khí hậu của Maputo (39 m), Mozambique (1961–1990) | Dữ liệu khí hậu của Maputo (39 m), Mozambique (1961–1990) |
| Tháng                                                     | 1                                                         | 2                                                         | 3                                                         | 4                                                         | 5                                                         | 6                                                         | 7                                                         | 8                                                         | 9                                                         | 10                                                        | 11                                                        | 12                                                        | Năm                                                       |
| --------------------------------------------------------- | --------------------------------------------------------- | --------------------------------------------------------- | --------------------------------------------------------- | --------------------------------------------------------- | --------------------------------------------------------- | --------------------------------------------------------- | --------------------------------------------------------- | --------------------------------------------------------- | --------------------------------------------------------- | --------------------------------------------------------- | --------------------------------------------------------- | --------------------------------------------------------- | --------------------------------------------------------- |
| Trung bình ngày tối đa °C (°F)                            | 29.9 (85.8)                                               | 29.6 (85.3)                                               | 29.3 (84.7)                                               | 27.8 (82.0)                                               | 26.4 (79.5)                                               | 24.6 (76.3)                                               | 24.4 (75.9)                                               | 25.3 (77.5)                                               | 26.1 (79.0)                                               | 26.5 (79.7)                                               | 27.4 (81.3)                                               | 29.1 (84.4)                                               | 27.2 (81.0)                                               |
| Trung bình ngày °C (°F)                                   | 26.3 (79.3)                                               | 26.2 (79.2)                                               | 25.6 (78.1)                                               | 23.5 (74.3)                                               | 21.4 (70.5)                                               | 18.9 (66.0)                                               | 18.8 (65.8)                                               | 20.0 (68.0)                                               | 21.5 (70.7)                                               | 22.4 (72.3)                                               | 23.8 (74.8)                                               | 25.5 (77.9)                                               | 22.8 (73.0)                                               |
| Tối thiểu trung bình ngày °C (°F)                         | 22.3 (72.1)                                               | 22.3 (72.1)                                               | 21.5 (70.7)                                               | 19.4 (66.9)                                               | 16.9 (62.4)                                               | 14.4 (57.9)                                               | 14.2 (57.6)                                               | 15.4 (59.7)                                               | 17.2 (63.0)                                               | 18.3 (64.9)                                               | 19.7 (67.5)                                               | 21.4 (70.5)                                               | 18.6 (65.5)                                               |
| Lượng Giáng thủy trung bình mm (inches)                   | 171.1 (6.74)                                              | 130.5 (5.14)                                              | 105.6 (4.16)                                              | 56.5 (2.22)                                               | 31.9 (1.26)                                               | 17.6 (0.69)                                               | 19.6 (0.77)                                               | 15.0 (0.59)                                               | 44.4 (1.75)                                               | 54.7 (2.15)                                               | 81.7 (3.22)                                               | 85.0 (3.35)                                               | 813.6 (32.04)                                             |
| Số ngày giáng thủy trung bình (≥ 1.0 mm)                  | 8.1                                                       | 7.6                                                       | 7.0                                                       | 4.4                                                       | 2.8                                                       | 2.4                                                       | 1.8                                                       | 2.2                                                       | 3.2                                                       | 5.5                                                       | 7.9                                                       | 7.5                                                       | 60.4                                                      |
| Độ ẩm tương đối trung bình (%)                            | 76                                                        | 76                                                        | 77                                                        | 76                                                        | 74                                                        | 73                                                        | 72                                                        | 71                                                        | 73                                                        | 75                                                        | 75                                                        | 74                                                        | 74                                                        |
| Số giờ nắng trung bình tháng                              | 223                                                       | 210                                                       | 225                                                       | 229                                                       | 253                                                       | 246                                                       | 256                                                       | 252                                                       | 228                                                       | 210                                                       | 198                                                       | 220                                                       | 2.750                                                     |
| Nguồn 1: Deutscher Wetterdienst                           |                                                           |                                                           |                                                           |                                                           |                                                           |                                                           |                                                           |                                                           |                                                           |                                                           |                                                           |                                                           |                                                           |
| Nguồn 2: Viện Khí tượng Đan Mạch (chỉ bao gồm giờ nắng)   |                                                           |                                                           |                                                           |                                                           |                                                           |                                                           |                                                           |                                                           |                                                           |                                                           |                                                           |                                                           |                                                           |

## Giao thông

### Hàng không
Sân bay quốc tế Maputo là sân bay quốc tế chính của Mozambique. Một nhà ga mới mở vào năm 2010 có thể đón 900.000 lượt khách một năm.

### Giao thông công cộng
Nhu cầu giao thông của Maputo chủ yếu được đáp ứng bởi hệ thống xe minibus gọi là chapas. Trong một nỗ lực nhằm giải quyết ách tắc giao thông trong thành phố, công ty Transporte de Moçambique (TPM) của nhà nước đã mua trên 270 xe buýt. Có ba tuyến xe buýt chính trong thành phố: tại Baixa (trung tâm), Museu (bảo tàng), và Junta.

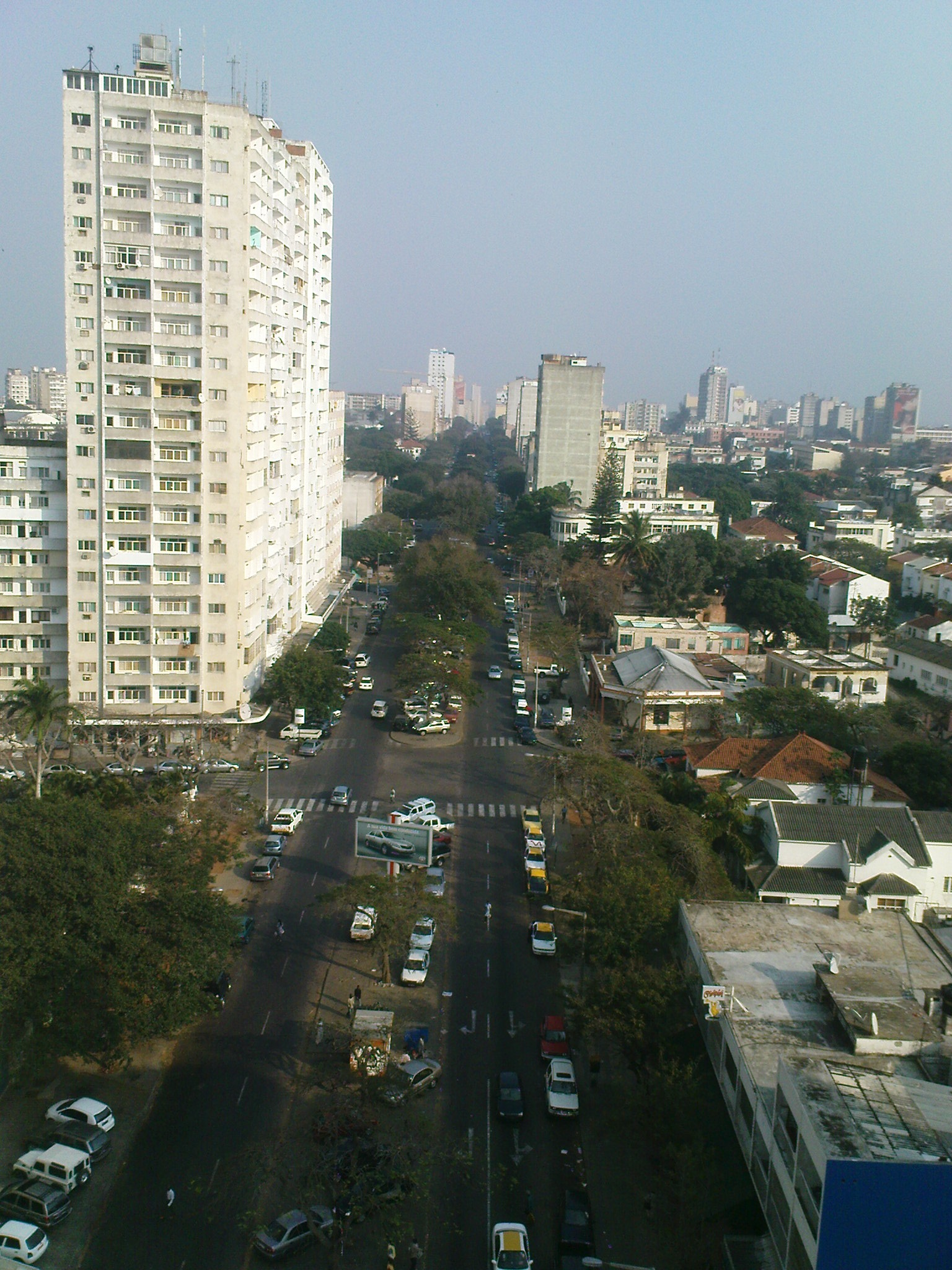
24 de Julho Avenue, Maputo

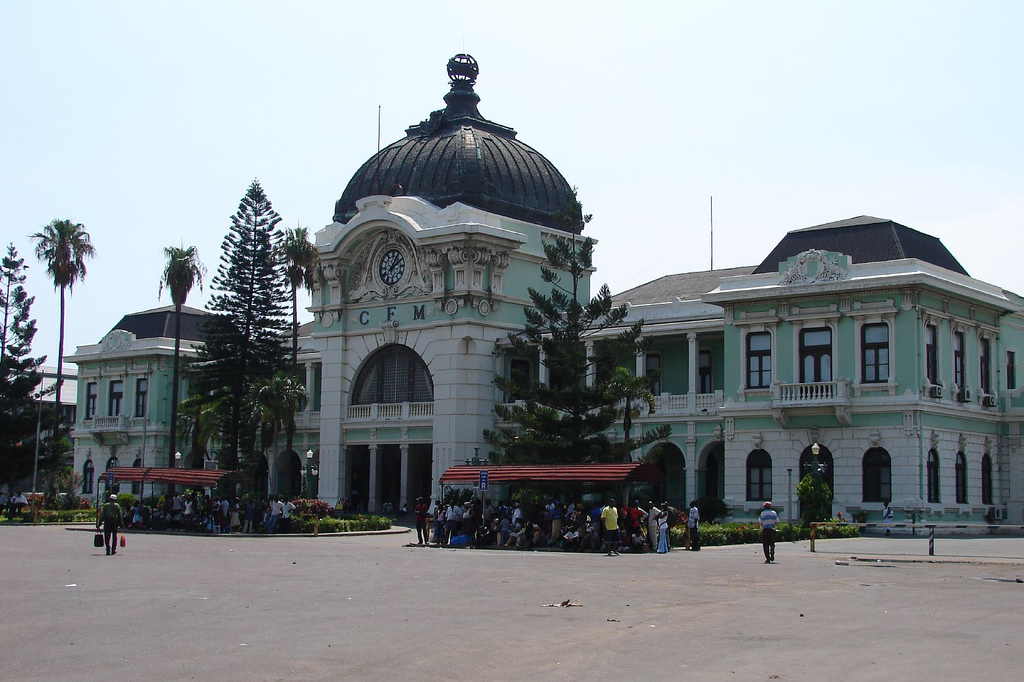
The Maputo Railway Station, an example of colonial architecture.

Tuyến phà nối Maputo với huyện KaTembe phục vụ các ngày trong tuần. Một phà có thể chở khoảng 20 xe một lần đưa.
Maputo sở hữu hệ thống xe điện đầu tiên ở châu Phi vào năm 1904. Ban đầu đầu tiên các tuyến chạy từ Ga xe lửa Trung tâm (CFM) đến tòa nhà Thành phố. Người ta cho rằng việc thiết lập hệ thống xe điện đã gây nên sự phẫn nộ từ phía công chúng do chỉ có vài tầng lớp xã hội nhất định mới có quyền sử dụng. Xe điện dần mất khách trong nửa sau của thế kỷ 20 khi xe hơi và xe buýt trở nên phổ biến hơn. Xe điện không còn được sử dụng kể từ năm 1936, mặc dù một số đường ray vẫn có hiện hữu.

### Cảng
Cảng chính của Maputo vào giai đoạn cao điểm xử lý 17 triệu tấn hàng hóa vào năm 1971. Cảng là một một trong ba cảng chính của Mozambique phục vụ cho tuyến đường Nacala-Beira-Maputo. Ngày nay, cảng do Công ty Phát triển Cảng Maputo (MPDC), một công ty liên doanh giữa Grindrod và DP World, quản lý. Chính phủ cho phép công ty quản lý cảng đến năm 2030 nhằm nâng cấp phần lớn cơ sở hạ tầng đã bị phá hủy sau nhiều năm trì trệ. Vào năm 2010, công việc nạo vét kênh đã hoàn thành và Cảng Maputo hiện có thể xử lý các tàu lớn hơn - như tàu Panamax - với nhiều hàng hóa hơn.
Một bến mới cho các phương tiện dự kiến cho phép 57.000 phương tiện di chuyển mỗi năm (giai đoạn 1) với mức cao nhất là 250.000 theo thỏa thuận với Höegh Autoliners. Đây dự kiến là tuyến vận chuyển chuyển tiếp tiềm năng giữa Trung Đông và châu Âu. Than cũng sẽ được xuất khẩu từ Matola với tốc độ 10 triệu tấn mỗi năm. Dự tính đến năm 2020, cảng sẽ tạo ra khoảng 160 triệu đô la mỗi năm. Đến năm 2030, cảng sẽ có thể xử lý lên tới 25 chuyến tàu mỗi ngày và 1.500 xe tải và tổng cộng 50 triệu tấn hàng hóa mỗi năm. Tổng mức đầu tư sẽ vượt quá 500 triệu USD.

## Kiến trúc

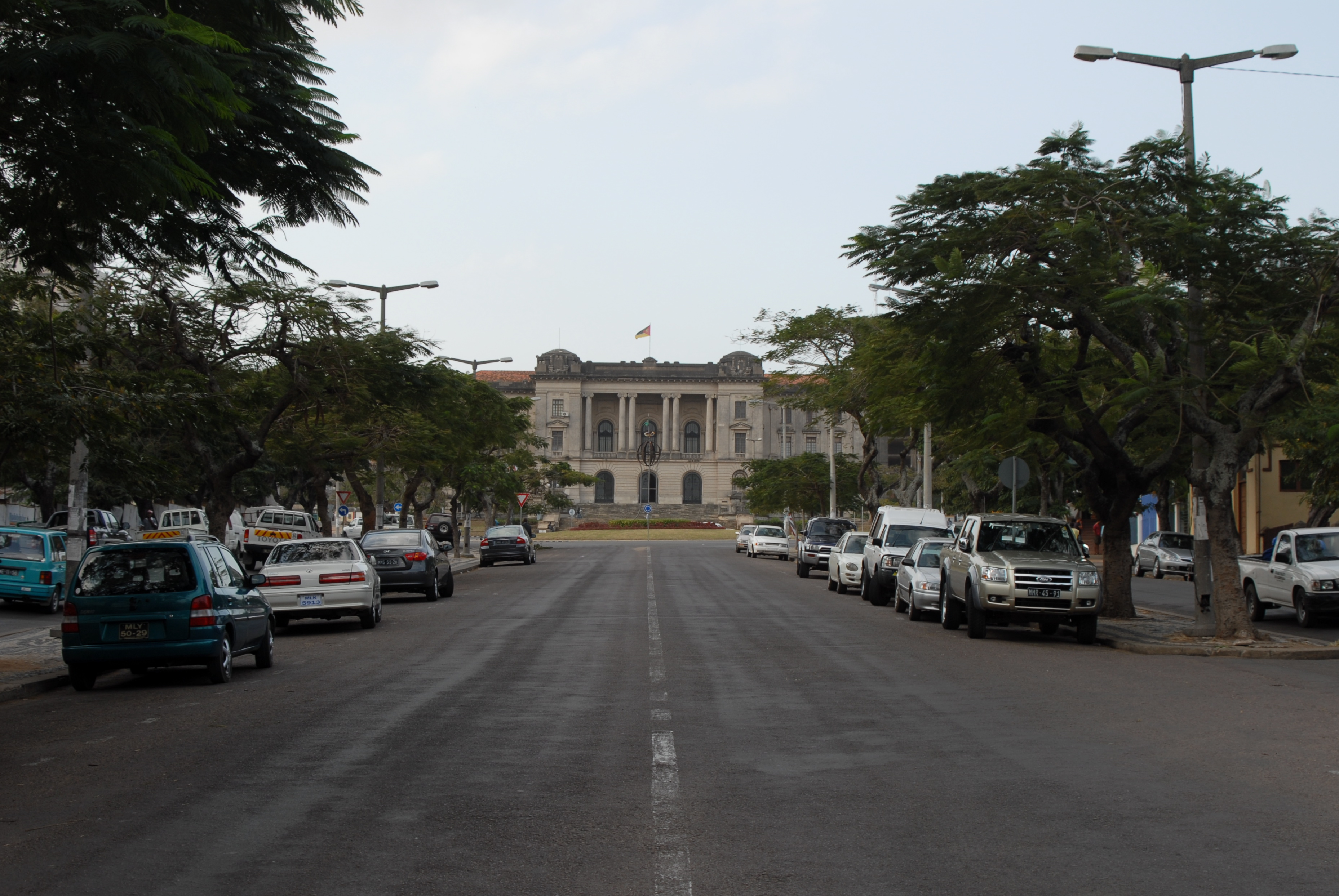
Tòa nhà hội đồng thành phố Maputo

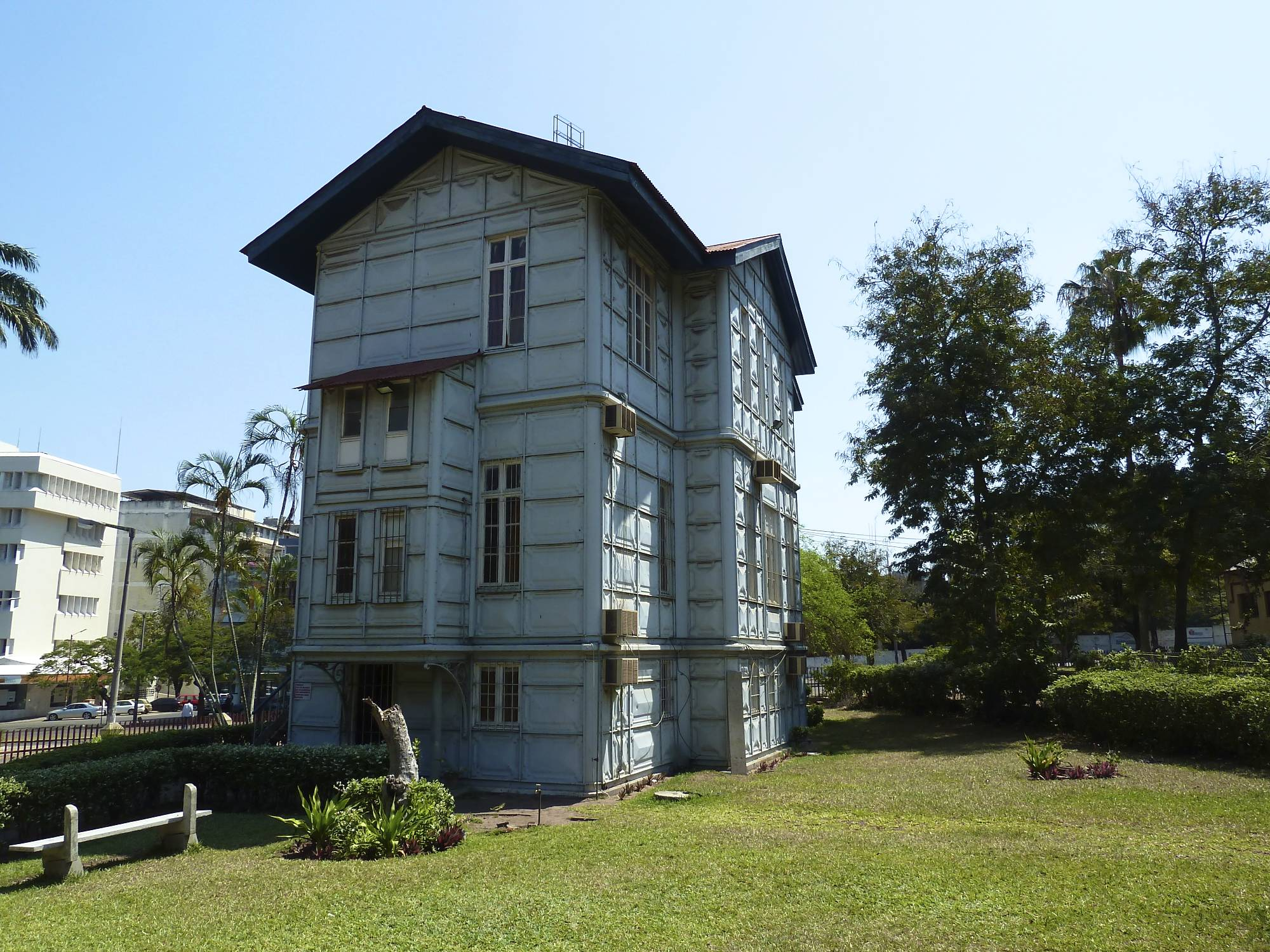
A Casa de Ferro - Ngôi nhà sắt

Maputo luôn là trung tâm của sự chú ý trong những năm đầu hình thành và tinh thần nghệ thuật mạnh mẽ là nhân tố chính thu hút nhiều kiến trúc sư tiến bộ nhất trên thế giới tới đây vào đầu thế kỷ 20. Thành phố sở hữu những kiệt tác xây dựng của Pancho Guedes, Herbert Baker và Thomas Honney,... Những công trình kiến trúc đầu tiên quanh thành phố tập trung vào các thiết kế cổ điển châu Âu như Ga xe lửa Trung tâm (CFM) được thiết kế bởi kiến trúc sư Alfredo Augusto Lisboa de Lima, Mario Veiga và Ferreira da Costa và được xây dựng từ năm 1913 đến năm 1916 (đôi khi bị nhầm lẫn với công trình của Gustave Eiffel), và khách sạn Polana được thiết kế bởi Herbert Baker.
Vào những năm 1960 và 1970, Maputo lại một lần nữa trở thành tâm điểm của một làn sóng kiến trúc mới, đặc biệt là các công trình của Pancho Guedes. Các thiết kế của những năm 1960 và 1970 được đặc trưng bởi phong trào hiện đại với trọng tâm là các kết cầu gọn gàng, thẳng và hữu dụng. Tuy nhiên, các kiến trúc sư nổi tiếng như Pancho Guedes đã kết hợp các yếu tố hiện đại với các đường nét nghệ thuật địa phương, qua đó tô điểm nét Mozambique độc đáo cho các tòa nhà trong thành phố.

## Văn hóa
Maputo là nơi hội tụ của nhiều nền văn hóa. Văn hóa Bantu và Bồ Đào Nha chiếm ưu thế, nhưng người ta cũng cảm nhận được sự ảnh hưởng của văn hóa Ả Rập, Ấn Độ, và Trung Quốc.

### Điện ảnh
Trước khi truyền hình được giới thiệu vào năm 1981, điện ảnh đã có một vị trí nổi bật khi là một hình thức giải trí trong đời sống của người Mozambique, đặc biệt là ở Maputo, nơi có ít nhất một chục rạp chiếu phim vào thời điểm độc lập. Trong thập niên 1950 và 1960, khi sự phân biệt chủng tộc ở giai đoạn cao trào, hầu hết những người đi xem phim đều là người da trắng châu Âu hoặc người Nam Á - mỗi sắc tộc có một rạp riêng. Người Mozambique da đen, mặc dù bị phân biệt đối xử nặng nề hơn, cũng rất yêu thích các bộ phim trong rạp chiếu phim dựng tạm, với một máy chiếu, màn hình và ghế. Một số rạp chiếu phim như vậy vẫn có hiện diện ngày nay, chẳng hạn như Charlot, Gil Vicente, Scala, 222 và Dicca, mặc dù không phải tất cả đều còn chiếu phim.
Các bộ phim được chiếu tại các rạp trong thời kỳ cai trị của Bồ Đào Nha bị kiểm duyệt gắt gao. Những bộ phim có nội dung tình dục, bạo lực và chủ đề mang tính chất chính trị không được phép chiếu. Mặc dù có những hạn chế này, đây vẫn là lần đầu tiên người Mozambique có thể thưởng thức các hình thức giải trí phổ biến của thế giới, do đó làm tăng đáng kể sự hòa hợp văn hóa. Sau năm 1975 và sau các cuộc di cư hàng loạt của người châu Âu da trắng, Mozambique trải qua một thời gian không có quy định kiểm duyệt và do đó người Mozambique có thể xem nội dung đã bị cấm và các tác phẩm của Lý Tiểu Long đã trở nên vô cùng phổ biến. Tuy nhiên, khi FRELIMO và phong trào dân tộc chiếm ưu thế, bất kỳ ảnh hưởng bên ngoài nào được coi là bắt nguồn từ "phương Tây suy đồi" đều bị cấm lần nữa. Chính tại thời điểm này, đảng cầm quyền FRELIMO nhận ra họ có thể sử dụng những bộ phim trong việc tuyên truyền tư tưởng dễ dàng.
Vào cuối thập niên 1970 và thập niên 1980, ngành công nghiệp điện ảnh địa phương hướng tới việc tạo ra các sản phẩm "tự sản xuất" nhằm khắc họa lý tưởng xã hội chủ nghĩa. Các phim này có ảnh hưởng lớn đến các hộ gia đình, sản xuất nông nghiệp và tự chủ chính trị. Maputo là bối cảnh cho nhiều bộ phim bom tấn Hollywood như The Interpreter, Blood Diamond và Ali.

### Associação Núcleo de Arte

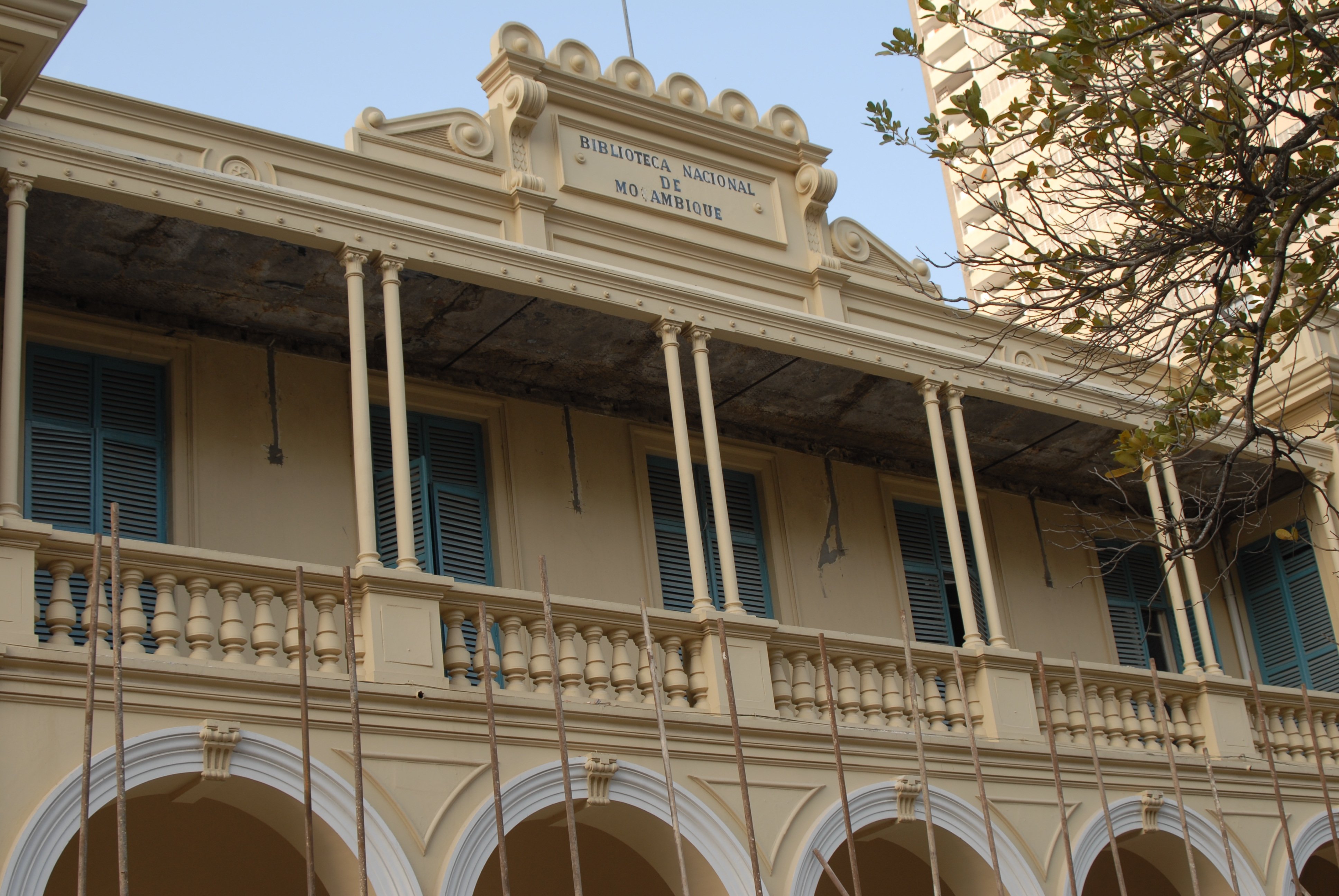
Thư viện Quốc gia Mozambique.

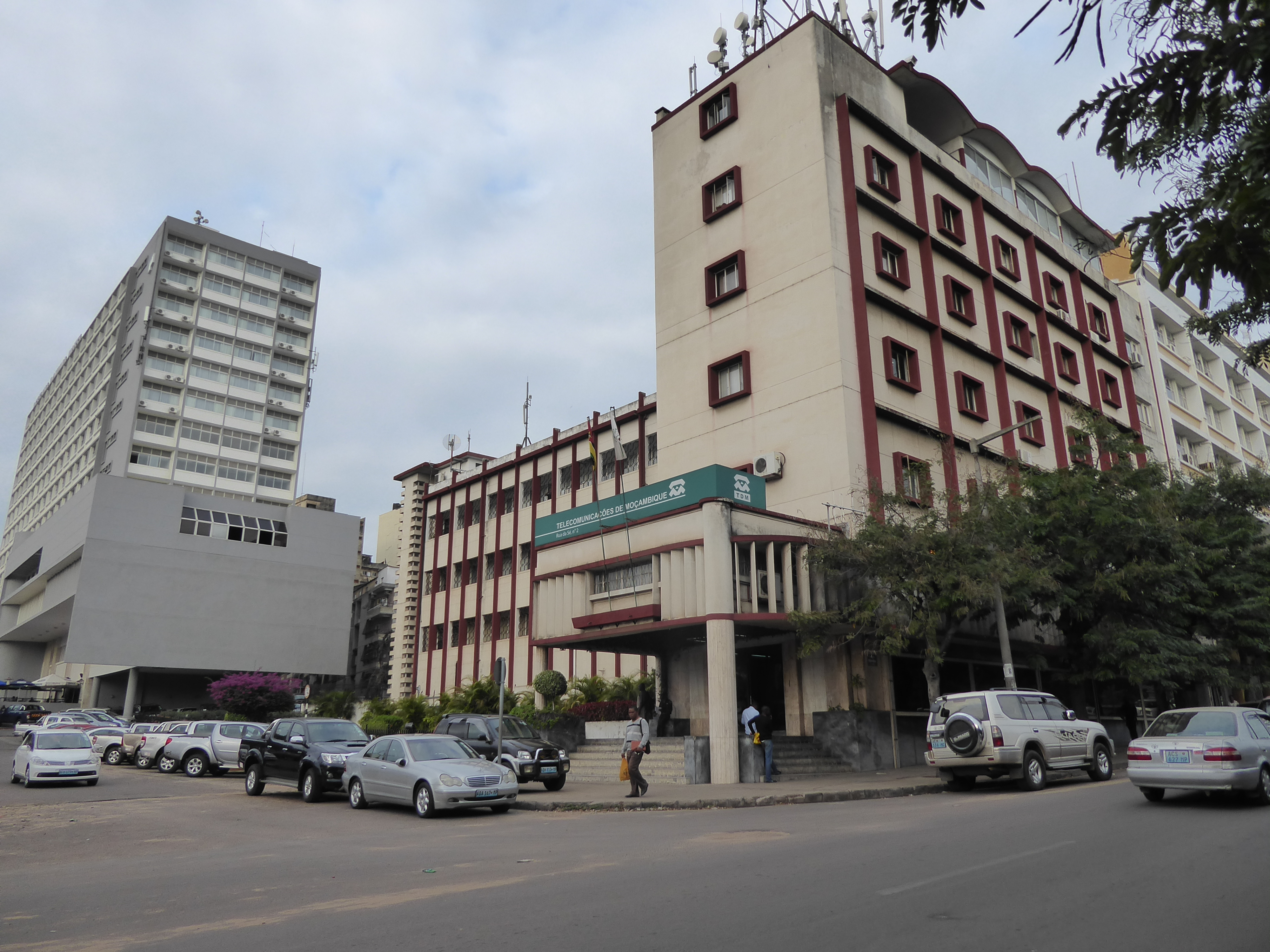
Trụ sở Viễn thông Mozambique ở đường Rua da Sé 2

Associação Núcleo de Arte là một trung tâm văn hóa và nghệ thuật quan trọng ở Maputo. Đây là nhóm nghệ sĩ lâu đời nhất ở Mozambique. Núcleo đóng một vai trò quan trọng trong đời sống văn hóa đô thị trong nhiều thập kỷ. Hai nghệ sĩ Mozambique đương đại nổi tiếng và có ảnh hưởng nhất bắt đầu sự nghiệp của họ tại Núcleo de Arte, đó là họa sĩ Malangatana Ngwenya và nhà điêu khắc Alberto Chissano. Hơn một trăm họa sĩ, nhà điêu khắc và nghệ nhân gốm là thành viên của Núcleo; nhóm thường xuyên tổ chức triển lãm tại cơ sở của mình và trong vài năm qua đã tích cực tham gia trao đổi với các nghệ sĩ từ nước ngoài. Núcleo nổi tiếng với dự án biến vũ khí thành công cụ và đồ vật nghệ thuật. Nhóm đóng một vai trò quan trọng trong việc hòa giải Nội chiến Mozambique. Các tác phẩm nghệ thuật như Chair of the African King và Tree of Life được trưng bày trên khắp thế giới, tiêu biểu là ở Bảo tàng Anh vào năm 2006.
Maputo là nơi tổ chức Liên hoan phim tài liệu Dockanema để giới thiệu các bộ phim tài liệu từ khắp nơi trên thế giới.

## Giáo dục
Maputo cung cấp nhiều lựa chọn cho giáo dục với các trường mầm non, tiểu học, trung học và các tổ chức giáo dục đại học. Chất lượng giáo trình khác nhau tùy thuộc vào việc một tổ chức là tư hay công.

### Giáo dục đại học
Cơ sở giáo dục đại học lớn nhất Mozambique là Đại học Eduardo Mondlane thành lập vào năm 1968 với tên gọi Universidade de Lourenço Marques. Hầu hết các khoa và ban của các trường đại học đều nằm ở thành phố Maputo với gần 8.000 sinh viên theo học tại 10 khoa. Một số khoa cũng đặt tại Beira, Quensonane, Nampula và Inhambane.
Ngoài ra từ những năm 1990, người ta cũng chứng kiến sự phát triển nhanh chóng của các cơ sở giáo dục tư nhân cung cấp giáo dục đại học như Instituto Superior de Ciências e Tecnologias de Moçambique (ISCTEM), Instituto Superior de Tecnologias e Gestão (ISTEG) và Instituto Superior de Transportes e Comunicações (ISUTC).

## Y tế

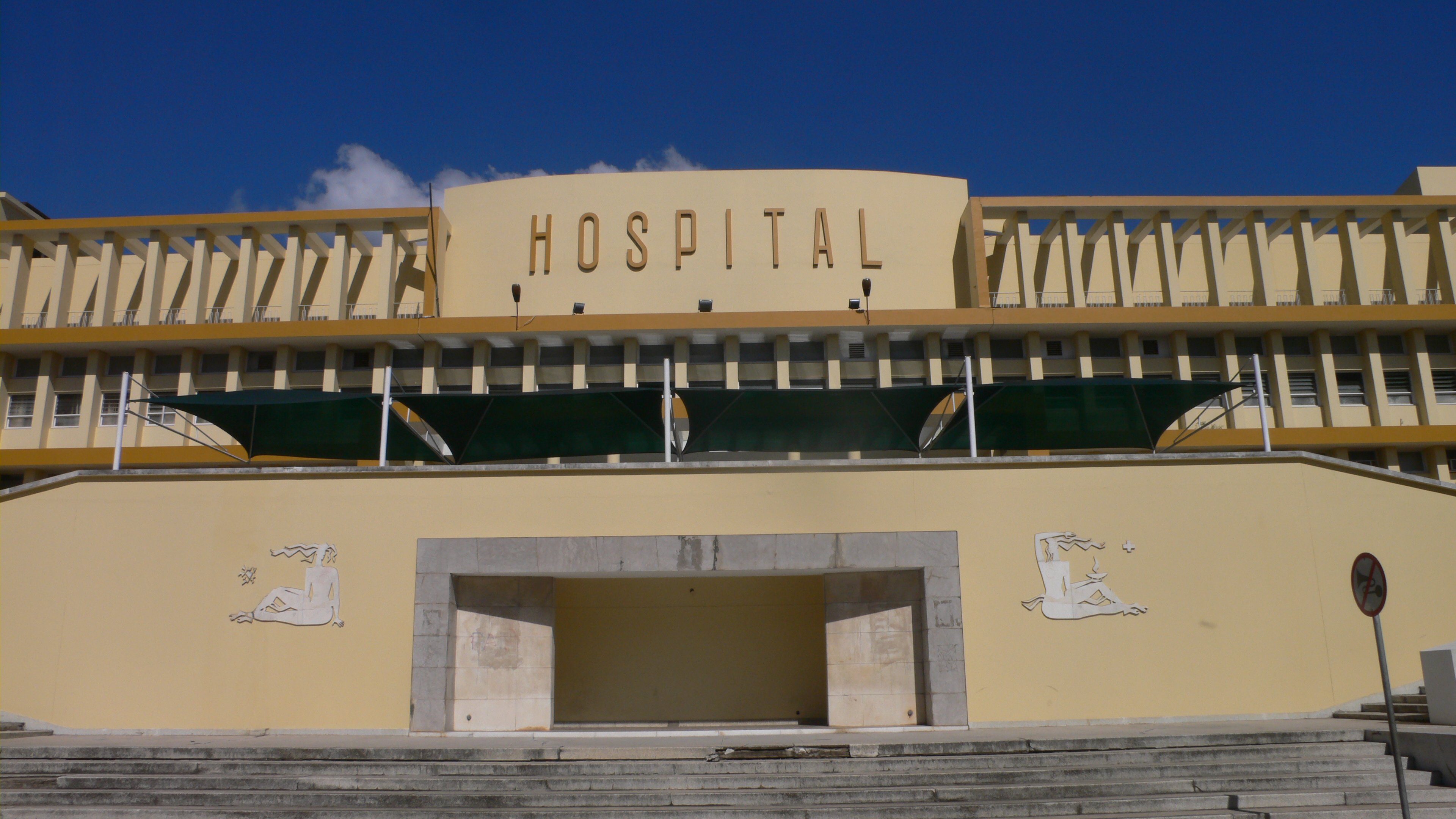
Bệnh viện Trung ương Maputo, MZ

Maputo có một số bệnh viện và cơ sở khám chữa bệnh, trong đó có bệnh viện lớn nhất Mozambique, Bệnh viện Trung ương Maputo. Các bệnh viện khác bao gồm Bệnh viện Geral José Macamo và Bệnh viện Clinica Sommerschield, hay bệnh viện Clínica Cruz Azul ở  baixa  và Bệnh viện Privado ở gần Trường Bồ Đào Nha.
Quá trình xây dựng Bệnh viện Miguel Bombarda bắt đầu vào năm 1900. Năm 1976, Samora Machel đổi tên bệnh viện thành Bệnh viện Trung ương Maputo  (HCM). Bệnh viện có 1500 giường cho bệnh nhân nội trú và có số lượng nhân viên ước tính là 3000. Bệnh viện được xây dựng dựa trên cấu trúc đa khối với 35 tòa nhà riêng biệt có diện tích 163.800 m². Bệnh viện có sáu khoa: y khoa, ngoại khoa, nhi khoa, phẫu thuật chỉnh hình, phụ khoa và sản khoa. Ngoài ra bệnh viện cũng có nhãn khoa và khoa tai mũi họng và một nhà xác. Bệnh viện cung cấp cung cấp dịch vụ cho trung bình 700 bệnh nhân ngoại trú mỗi ngày và trên 1.000 kg (2.205 lb) đồ được giặt hàng ngày. Vào đầu thập niên 1990, một phần của bệnh viện được phân tách và trở thành một phòng khám tư nhân cung cấp các dịch vụ chất lượng cao hơn gọi là Clínica Especial de Maputo dành cho những người có thể chi trả.

## Nhân vật nổi tiếng
- Alexandre Quintanilha, nhà khoa học
- Eusébio, cầu thủ bóng đá
- Carlos Cardoso, nhà báo
- Teresa Heinz, nhà từ thiện
- Mariza, ca sĩ fado
- Neyma, ca sĩ
- Mia Couto, nhà văn
- Maria Mutola, vận động viên chạy
- Al Bowlly, ca sĩ
- Pancho Guedes, kiến trúc sư
- Jose Craveirinha, nhà thơ
- Ricardo Rangel, nhà báo ảnh
- Malangatana, họa sĩ
- Alberto Chissano, nhà điêu khắc
- Henning Mankell, tác gia, nhà viết kịch
- Gilles Cistac, luật sư
- Ruth First, nhà hoạt động
- Moreira Chonguica, nhạc sĩ, nhà soạn nhạc, nhà hoạt động

## Thành phố kết nghĩa
Maputo là thành phố kết nghĩa với:
- Mbabane, Eswatini
- Brasília, Brasil
- Lagos, Nigeria
- Coimbra, Bồ Đào Nha
- Chennai, Ấn Độ[24]
- Cape Town, Nam Phi
- Wilmington, Hoa Kỳ
- Lisboa, Bồ Đào Nha[25][26]
- Luanda, Angola
- Johannesburg, Nam Phi
- Bissau, Guiné-Bissau
- Ma Cao
- Málaga, Tây Ban Nha
- Dili, Đông Timor
- Chiba, Nhật Bản
- Bordeaux, Pháp
- Thượng Hải, Trung Quốc
- Harare, Zimbabwe
- Monterrey, México
- Durban, Nam Phi
- Addis Ababa, Ethiopia
- Thành Đô, Trung Quốc[27]

### Thế kỷ 19
- "Lourenço Marques". Elementos para um diccionario chorographico da provincia de Mozambique (bằng tiếng Bồ Đào Nha). Lisboa: Sociedade de Geografia de Lisboa. 1889.
- "Water-Gate of the Transvaal". Chambers' Journal. Luân Đôn. 1895.

### Thế kỷ 20
- A. Samler Brown; G. Gordon Brown, biên tập (1906), "Lourenço Marques", Guide to South Africa (ấn bản thứ 14), Luân Đôn: Sampson, Low, Marston & Co.
- "Lorenzo Marquez". Brockhaus' Konversations-Lexikon (bằng tiếng Đức) (ấn bản thứ 14). Leipzig: Brockhaus. 1908.
- "Lourenço Marques, Portuguese East Africa". International Directory of Buyers and Sellers. Chicago: International Trade Developer Inc. 1922.
- António Rita-Ferreira (1968). "Os Africanos de Lourenço Marques". Memórias do Instituto de Investigação Científica de Moçambique (bằng tiếng Bồ Đào Nha). Quyển 9. tr. 165–222. ISSN 0076-1184. Série C
- Jeanne Penvenne (1979), Forced labor and the origin of an African working class: Lourenço Marques, 1870-1962, Brookline, Massachusetts: Boston University African Studies Center
- Carlos Alberto Medeiros (de) (1980). "Maputo antes da independência, Geografia de uma cidade colonial". Finisterra (pt) (bằng tiếng Bồ Đào Nha). Quyển 15 số 30. Centro de Estudos Geográficos da Universidade de Lisboa. doi:10.18055/Finis2209. ISSN 0430-5027. {{Chú thích tạp chí}}: Kiểm tra giá trị |author= (trợ giúp)Quản lý CS1: nhiều tên: danh sách tác giả (liên kết) Quản lý CS1: tên số: danh sách tác giả (liên kết)
- E. Medeiros (1989). "L'evolution Demographique de la Ville de Lourenco Marques (1894-1975)". Trong M. Cahen (biên tập). Bourgs et Villes en Afrique Lusophone (bằng tiếng Pháp).
- M. C. Mendes (1989). "Les repercussions de l'independence sur la ville de Maputo". Trong M. Cahen (biên tập). Bourgs et Villes en Afrique Lusophone (bằng tiếng Pháp).
- Jeremy Grest (1995). "Urban Management, Local Government Reform and the Democratisation Process in Mozambique: Maputo City 1975-1990". Journal of Southern African Studies. Quyển 21 số 1. tr. 147–164. doi:10.1080/03057079508708438. JSTOR 2637336.
- Jeanne Marie Penvenne (1995). African workers and colonial racism: Mozambican strategies and struggles in Lourenço Marques, 1877-1962. Luân Đôn: James Currey. ISBN 0435089528.
- JoAnn McGregor (1998). "Violence and Social Change in a Border Economy: War in the Maputo Hinterland, 1984-1992". Journal of Southern African Studies. Quyển 24.
- Paul Jenkins (1999), Maputo city: The historical roots of under-development and the consequences in urban form, Edinburgh College of Art/Heriot-Watt University, School of Planning and Housing, OCLC 42874930, Research paper n°71

### Thế kỷ 21
- Fredrik Söderbaum; Ian Taylor (2001). "Transmission Belt for Transnational Capital or Facilitator for Development? Problematising the Role of the State in the Maputo Development Corridor". Journal of Modern African Studies. Quyển 39.
- Jeanne-Marie Penvenne (2002). "'A xikomo xa lomu, iku tira': Citadines africaines à Lourenço Marques (Mozambique), 1945-1975". Le Mouvement social (bằng tiếng Pháp). số 204. Paris. doi:10.3917/lms.204.0081 – qua Cairn.info.
- M.A. El-Khawas (2003). "Maputo, Mozambique". Trong Dickson Eyoh and Paul Tiyambe Zeleza (biên tập). Encyclopedia of Twentieth-Century African History. Routledge. ISBN 0415234794.
- Kwame Anthony Appiah và Henry Louis Gates, biên tập (2005). "Maputo". Africana: The Encyclopedia of the African and African American Experience (ấn bản thứ 2). Oxford University Press. tr. 726+. ISBN 978-0-19-517055-9.
- Kevin Shillington, biên tập (2005). "Maputo". Encyclopedia of African History. Fitzroy Dearborn. ISBN 978-1-57958-245-6.
- Illegitimacy of Democracy? Democratisation and Alienation in Maputo, Mozambique, Luân Đôn: Crisis States Research Centre, 2007 – qua International Relations and Security Network
- Nationalism, Urban Poverty and Identity in Maputo, Mozambique, Luân Đôn: Crisis States Research Centre, 2010 – qua International Relations and Security Network
- P. Jenkins (2011), Simon Bekker and Goran Therborn (biên tập), "Maputo and Luanda", Capital Cities in Africa: Power and Powerlessness, Dakar: Council for the Development of Social Science Research in Africa, ISBN 978-2-8697-8495-6, Bản gốc lưu trữ ngày 4 tháng 3 năm 2016, truy cập ngày 14 tháng 10 năm 2019
- Paulo Tormenta Pinto & Ana Vaz Milheiro (2012), From Monumentality To Diversity – Maputo Between The Urban Plans Of Aguiar & Azevedo (1950—1970) – qua International Planning History Society
- Carlos Nunes Silva, biên tập (2015). Urban Planning in Lusophone African Countries. UK: Ashgate. ISBN 978-1472444882. (Includes articles about Maputo)
- Vanessa de Pacheco Melo (2016). "Production of Urban Peripheries For and By Low-Income Populations at the Turn of the Millennium: Maputo, Luanda and Johannesburg". Journal of Southern African Studies. Quyển 42 số 4.
- Sandra Roque; và đồng nghiệp (2016). "Subúrbios and Cityness: Exploring Imbrications and Urbanity in Maputo, Mozambique". Journal of Southern African Studies. Quyển 42 số 4.